# Procoelambus macrocephalus
Procoelambus
Genre
Espèce
Procoelambus macrocephalus, unique représentant du genre monotypique fossile Procoelambus, est une espèce fossile de coléoptères de la sous-famille des Hydroporinae (famille des Dytiscidae).

## Classification
Le genre Procoelambus et l'espèce Procoelambus macrocephalus sont décrits en 1937 par le paléontologue français Nicolas Théobald (1903-1981)
.

### Fossiles
Le spécimen holotype F 83 vient de la collection Fliche, un paléontologue français du XIXe siècle, collection conservée à l'École nationale des eaux et forêts de Nancy. Ce spécimen ainsi que deux autres proviennent du gisement Oligocène de Céreste, dans la réserve naturelle géologique du Luberon, gérée par le parc naturel régional du Luberon. Les calcaires en plaquettes en minces feuillets sont riches en plantes, poissons et insectes .

### Étymologie
L'épithète spécifique, macrocephalus, dérive du grec ancien μακρός, makrós, « grand, long », et κεφαλή, képhalế, « tête », et signifie « qui présente une grosse tête ».

## Description

### Caractères
Le spécimen holotype de 4 mm de long, de couleur brun foncé, a un corps naviculé, assez fortement bombé. La tête est de forme conique. Les élytres ont une surface presque lisse, à peine ornée de quelques points très fins ou épars. Sur les côtés et cachées par les élytres, on voit les deux pattes postérieures aplaties en forme de rames, servant à la natation.

### Dimensions
La longueur totale de l'insecte est de 4 mm.

### Affinités
La conformation des pattes range cet insecte parmi les Hydrocanthares. On peut le rapprocher du genre Hygrotus ou du genre Cœlambus, mais la tête est plus grande. D'où la proposition d'un genre nouveau, Procœlambus, et d'une nouvelle espèce, Procœlambus macrocephalus.

## Biologie
Comme les genres proches, le Procœlambus pourrait vivre dans des eaux stagnantes.
Le monde de Céreste se présente comme un chapelet de lacs en avant de la chaîne alpine en voie d'exhaussement.

## Galerie
- Quelques espèces vivantes du genre Hygrotus.
- Hygrotus confluens.
- Hygrotus decoratus.
- Hygrotus enneagrammus.
- Hygrotus impressopunctatus.
- Hygrotus versicolor.

### Publication originale
- [1937] Nicolas Théobald, « Les insectes fossiles des terrains oligocènes de France 473 p., 17 fig., 7 cartes,13 tables, 29 planches hors texte », Bulletin Mensuel de la Société des Sciences de Nancy et Mémoires de la Société des sciences de Nancy, Imprimerie G. Thomas,‎ 1937, p. 1-473 (ISSN 1155-1119 et 2263-6439, OCLC 786027547). .